# Willy Semmelrogge
Willy Semmelrogge (eigentlich: Willi Liborius Semmelrogge; * 15. März 1923 in Berlin; † 10. April 1984 in West-Berlin) war ein deutscher Schauspieler sowie Theater- und Hörspielregisseur.

## Leben
Der gebürtige Berliner begann seine Bühnenkarriere nach dem Zweiten Weltkrieg in Weimar. Nach seiner Zeit als Intendant in Erfurt kam er durch die DEFA 1954 zum Film.
1955 siedelte er in die Bundesrepublik über und spielte vorwiegend in Fernsehspielen. Ab 1974 wurde er an der Seite von Hansjörg Felmy im Tatort bekannt und ermittelte in zwanzig Folgen als Heinz Haferkamps Assistent Willi Kreutzer in Essen und Umgebung. Bereits Mitte der 1960er Jahre hatte Semmelrogge in der Serie Der Nachtkurier meldet … den Inspektor Stegemann gespielt. 1974 stand er für Werner Herzogs Kaspar-Hauser-Film Jeder für sich und Gott gegen alle in der Rolle des Zirkusdirektors vor der Kamera, 1979 verkörperte er in dessen Filmadaption von Georg Büchners Woyzeck den menschenverachtenden Doktor, der Woyzeck als Versuchskaninchen missbraucht. In Die Vorstadtkrokodile war Semmelrogge 1977 als Besitzer der Minigolfanlage zu sehen (sein Sohn Martin, der einen Einbrecher gespielt hatte, übernahm in der Neuverfilmung die Rolle seines Vaters). Auch in den Krimiserien Der Kommissar, Derrick und Der Alte trat er regelmäßig auf.
Als Theaterregisseur inszenierte er 1950 in Weimar die Komödie Der Feigling von Stefan Brodwin. Für den SDR und den BR war er als Hörspielregisseur tätig.
Willy Semmelrogge starb im Alter von 61 Jahren und wurde auf dem Friedhof im schwäbischen Bad Boll im Ortsteil Eckwälden beigesetzt. Er war der Vater der Schauspieler Martin Semmelrogge und Joachim Bernhard sowie Großvater der Schauspieler Dustin und Joanna Semmelrogge.

## Filmografie (Auswahl)
- 1955: Der Teufel vom Mühlenberg
- 1956: Schmutzige Hände
- 1956: Philemon und Baucis
- 1957: Der Richter und sein Henker
- 1958: Besuch aus der Zone
- 1958: Der kaukasische Kreidekreis
- 1959: Menschen im Netz
- 1959: Konto ausgeglichen
- 1960: Der Schlagbaum
- 1960: Der Hauptmann von Köpenick
- 1963: Fernfahrer – Frachtbrief Nr. 1012
- 1963: Orden für die Wunderkinder
- 1964: Die Physiker
- 1964: Der Hund des Generals
- 1964: Flug in Gefahr
- 1964: Kommissar Freytag – Damals in Leverkusen
- 1964–1966: Der Nachtkurier meldet …
- 1965: Das Kriminalmuseum – (Folge 16) Der Ring
- 1965: Mordnacht in Manhattan
- 1966: Das Kriminalmuseum – (Folge 21) Der Koffer
- 1966: Zehn Prozent (Fernsehfilm)
- 1967: Bericht eines Feiglings (Fernsehfilm)
- 1967: Siedlung Arkadien
- 1967: Verbrechen mit Vorbedacht
- 1968: Der Griller
- 1969: Aktenzeichen XY … ungelöst (Fernsehreihe, Sendung vom 9. Mai 1969)
- 1969: Ende eines Leichtgewichts (Fernsehfilm)
- 1970: Mord im Pfarrhaus
- 1970: Unter Kuratel
- 1970: Die seltsamen Methoden des Franz Josef Wanninger – Hochspannung
- 1972: Der Kommissar – Die Tote im Park
- 1972: Pinocchio (Le avventure di Pinocchio) (Fernseh-Miniserie)
- 1972: Tatort: Rattennest
- 1973: Kara Ben Nemsi Effendi (2 Folgen)
- 1973: Hamburg Transit – Ein schöner Nachmittag
- 1973: Der Kommissar – Der Geigenspieler
- 1974: Kaspar Hauser – Jeder für sich und Gott gegen alle
- 1974–1980: Tatort als Willy Kreutzer:
  - 1974: Tatort: Acht Jahre später
  - 1974: Tatort: Zweikampf
  - 1974: Tatort: Gefährliche Wanzen
  - 1974: Tatort: Der Mann aus Zimmer 22
  - 1975: Tatort: Wodka Bitter-Lemon
  - 1975: Tatort: Die Abrechnung
  - 1975: Tatort: Treffpunkt Friedhof
  - 1976: Tatort: Zwei Leben
  - 1976: Tatort: Fortuna III
  - 1976: Tatort: Abendstern
  - 1977: Tatort: Spätlese
  - 1977: Tatort: Drei Schlingen
  - 1977: Tatort: Das Mädchen von gegenüber
  - 1978: Tatort: Rechnung mit einer Unbekannten
  - 1978: Tatort: Lockruf
  - 1978: Tatort: Der Feinkosthändler
  - 1979: Tatort: Die Kugel im Leib
  - 1979: Tatort: Ein Schuß zuviel
  - 1979: Tatort: Schweigegeld
  - 1980: Tatort: Der Zeuge
  - 1980: Tatort: Schußfahrt
  - 1980: Tatort: Schönes Wochenende
  - 1980: Tatort: Herzjagd
- 1975: Die Halde
- 1976: Die Affäre Lerouge
- 1977: Die Vorstadtkrokodile
- 1978: Auf Achse – Thessalische Nacht
- 1978: Lady Audleys Geheimnis – Fernsehfilm
- 1979: Woyzeck
- 1981: Quartett bei Claudia
- 1981: Derrick – Prozente
- 1982: Der Androjäger
- 1982: Die Krimistunde (Fernsehserie, Folge 2, Episode: Mein kleiner Betrüger)
- 1982: Zwei Tote im Sender und Don Carlos im PoGl
- 1984: Schwarz Rot Gold – Um Knopf und Kragen
- 1984: Der Alte – Von Mord war nicht die Rede
- 1984: Die Krimistunde (Fernsehserie, Folge 12, Episode: Eiskalt und tödlich)

## Theater (Auswahl)
Städtische Bühnen Erfurt

### Regie
- 1952: Herb Tank: Tanker Nebraska
- 1952: Gotthold Ephraim Lessing: Minna von Barnhelm
- 1952: Miloslav Stehlik: Der Weg ins Leben
- 1953: Friedrich Schiller: Wilhelm Tell

### Schauspieler
- 1952: George Bernard Shaw: Die heilige Johanna (englischer Soldat) – Regie: Adolf-Peter Hoffmann
- 1953: Johann Wolfgang von Goethe: Faust (Altmayer) – Regie: Adolf-Peter Hoffmann
- 1953: Georgi Mdiwami: Wo der Schuh drückt (Sergej Iwanowitsch Meschtscherjakow) – auch Regie
- 1953: Gerhart Hauptmann: Der Biberpelz (Mitteldorf, Amtsdiener) – Regie: Helfried Schöbel
- 1954: Miguel Cervantes: Das wundertätige Puppentheater (Rabelin, ein buckliger Musikant) – auch Regie
- 1954: Autor unbekannt: Die Hammelkomödie vom Advokat Pathelin (Advokat Pathelin) – auch Regie